# Monument d'intérêt local
Les Monuments d'intérêt local, aussi appelés trésors du patrimoine local sont des bâtiments, maisons ou immeubles, qui ont une grande valeur architecturale ou qui sont liés à l'histoire locale, mais qui ne dépendent pas de la protection de l'État, dans le cadre des Monuments historiques.
En France, en 1991, Bernard Bosson, alors député-maire d'Annecy et ancien ministre, avait déposé à l'Assemblée nationale, une proposition de loi « tendant à protéger les monuments d'intérêt local » dans le but de créer une troisième catégorie pour les bâtiments de valeur qui n'étaient ni classés, ni inscrits. Or l'obtention d'un classement ou d'une inscription est devenu très rare car tous les bâtiments remarquables sont déjà classés ou inscrits.
Certaines communes ont créé leur propre inventaire communal recensant les bâtiments, maisons ou immeubles qu'elles estiment présenter un intérêt local du fait de leur valeur architecturale ou de leur intérêt dans l'histoire de la commune. À Annecy (Haute-Savoie), début 2007, 27 bâtiments sont ainsi inscrits sur cette liste communale.
Ce classement a une valeur juridique qu'il ne faut pas négliger.
Ces constructions font l'objet de mesures de protection au titre de l'article 151.19 du code de l'urbanisme (anciennement article 123 1.5.7).
Un permis de construire, obtenu puis annulé par l'autorité administrative pour cause d'illégalité expose le propriétaire, engagé dans des travaux, à une possible action judiciaire.